# Шарли Орадур
Шарли Орадур (фр. Charly-Oradour) насеље је и општина у североисточној Француској у региону Лорена, у департману Мозел која припада префектури Мец Кампањ.
По подацима из 2011. године у општини је живело 670 становника, а густина насељености је износила 98,97 становника/km². Општина се простире на површини од 6,77 km². Налази се на средњој надморској висини од 190 метара (максималној 245 m, а минималној 177 m).

## Демографија
| 1962. | 1968. | 1975. | 1982. | 1990. | 1999. | 2011. |
| ----- | ----- | ----- | ----- | ----- | ----- | ----- |
| 166   | 196   | 248   | 259   | 385   | 621   | 670   |

График промене броја становника у току последњих година